# Copa del Rey de fútbol sala 2011-12
La Copa del Rey de Fútbol sala 2011/12 es la segunda edición de la Copa del Rey de fútbol sala en España, que organizan conjuntamente la Liga Nacional de fútbol sala y la Real Federación Española de Fútbol. Comenzó el 12 de octubre de 2011 y concluirá el 23 de mayo de 2012 en una final disputada en Antequera, en el Pabellón Fernando Argüelles.
El vigente campeón es el FC Barcelona Alusport, que venció en la final de 2011 al Inter Movistar por 3-2.

## Equipos participantes
| - Primera División (16 equipos) - Autos Lobelle de Santiago - Azkar Lugo FS - Benicarló Aeroport Castelló - FC Barcelona Alusport - Caja Segovia FS - Carnicer Torrejón - ElPozo Murcia - Fisiomedia Manacor - Inter Movistar - Marfil Santa Coloma - OID Talavera - Puertollano FS - Reale Cartagena - Ríos Renovables Navarra - Triman Navarra - Umacon Zaragoza | - Segunda División (14 equipos) - BP Andorra - CD Burela - Fuconsa Jaén - Gáldar Gran Canaria - L'Hospitalet Bellsport - Manzanares FS - Melilla FS - Oxipharma Granada - Playas de Castellón FS - Sala 5 Martorell - Space Gasifred Ciudad de Ibiza - Unión África Ceutí - UMA Antequera - UPV Maristas Valencia | - Segunda División "B" (24 equipos) - A.A. Pilaristas-Flex - AD Ebrosala - Alamín-Grupo Ballesteros - Albacete FS - Arcebansa Zamora - Área 99 Zalatambor - Auzoak Zierbena - Azulejos y Pavimentos Brihuega - CD Burela Pescados Rubén - Cidade de Narón - Coinasa O'Parrulo Ferrol - Extremadura Cáceres 2016 - Famegonza - Finques Centelles - FS Bar Mi Casa - Gestesa Guadalajara - Incosur Coineña FS - Kirol Sport CD - Leganés FS - Levante UD - Dominicos - Mutrayil Mercomotril - Noia FS - Sicoris Club - Uruguay Peruanos |

De Segunda División, no se inscribieron los filiales de clubes en Primera División (FC Barcelona "B" y ElPozo Ciudad de Murcia), que quedaron excluidos. El reparto de los equipos de Segunda División "B" se realizó con invitaciones, por parte del Comité Nacional de Fútbol Sala.

## Primera ronda
La primera fase se disputó el 12 de octubre de 2011 e incluyó a equipos de Segunda División "B". Los encuentros fueron a partido único. Jugó en casa el rival que quedó peor posicionado la temporada anterior.
En negrita, figuran los equipos que pasaron de ronda.
| Local                          | Resultado     | Visitante              |
| ------------------------------ | ------------- | ---------------------- |
| Famegonza                      | 2-4           | CFS Los Álamos-El Pino |
| Coinasa O'Parrulo Ferrol       | 6-2           | Arcebansa Zamora       |
| Azulejos y Pavimentos Brihuega | 4-3           | Gestesa Guadalajara    |
| Mutrayil Mercomotril           | No Presentado | Albacete FS            |
| Levante UD - Dominicos         | 4-1           | Sicoris Club           |
| AD Ebrosala                    | 3-5           | Auzoak Zierbena        |

## Segunda ronda
La segunda fase se disputó el 1 de noviembre de 2011, y en ella entraron los equipos de Segunda División, que jugaron frente a los vencedores de la primera ronda y el resto de equipos de Segunda División "B" exentos de la primera rona, y se disputan a partido único. Se configuraron por división geográfica, por lo que no existió un sorteo puro. Jugó en casa el rival que quedó peor posicionado la temporada anterior.
En negrita, figuran los equipos que pasaron de ronda.
| Local                          | Resultado      | Visitante                       |
| ------------------------------ | -------------- | ------------------------------- |
| Coinasa O'Parrulo Ferrol       | 7-4            | Cidade de Narón                 |
| Noia FS                        | 2-3            | CD Burela Pescados Rubén        |
| Levante UD - Dominicos         | 2-4            | UPV Maristas Valencia           |
| Finques Centelles              | 3-3 (4-3 p.p.) | Playas de Castellón             |
| FS Bar Mi Casa                 | 4-7            | Space Gasifred Ciutat d'Eivissa |
| Área 99 Zalatambor             | 6-7            | BP Andorra                      |
| Kirol Sport CD                 | 4-9            | Sala 5 Martorell                |
| Auzoak Zierbena                | 6-5            | L'Hospitalet Bellsport          |
| Incosur Coineña FS             | 4-7            | Melilla FS                      |
| Mutrayil Mercomotril           | 4-5            | Unión África Ceutí              |
| Uruguay Peruanos               | 2-5            | Gáldar Gran Canaria             |
| Alamín-Grupo Ballesteros       | 7-1            | CFS Los Álamos-El Pino          |
| Extremadura Cáceres 2016       | 4-5            | Manzanares FS                   |
| Azulejos y Pavimentos Brihuega | 3-1            | Fuconsa Jaén                    |
| Leganés FS                     | 6-8            | Oxipharma Granada               |
| A.A. Pilaristas-Flex           | 5-4            | UMA Antequera                   |

## Tercera ronda
Se disputó los días 5 y 6 de diciembre de 2011 a partido único, y en ella entraron los equipos de Primera División. Se jugaron en el estadio del rival de menor categoría y que quedó peor posicionado la temporada anterior en el caso de ser de la misma. Se configuran por división geográfica.
En negrita, figuran los equipos que pasaron de ronda.
| Local                          | Resultado        | Visitante                   |
| ------------------------------ | ---------------- | --------------------------- |
| Melilla FS                     | 0-5              | ElPozo Murcia               |
| Unión África Ceutí             | 4-8              | Carnicer Torrejón           |
| A.A. Pilaristas-Flex           | 0-3              | Caja Segovia                |
| Space Gasifred Ciudad de Ibiza | 2-5              | Fisiomedia Manacor          |
| Gáldar Gran Canaria            | 5-3              | OID Talavera                |
| Alamín-Grupo Ballesteros       | 1-3              | Triman Navarra              |
| Finques Centelles              | 3-4              | FC Barcelona Alusport       |
| Manzanares FS                  | 4-1              | Puertollano FS              |
| Oxipharma Granada              | 6-5              | Reale Cartagena             |
| Auzoak Zierbana                | 3-7              | Ríos Renovables Navarra     |
| CD Burela Pescados Rubén       | 5-6              | Autos Lobelle de Santiago   |
| UPV Maristas Valencia          | 3-3 (12-11 p.p.) | Benicarló Aeroport Castelló |
| Azulejos y Pavimentos Brihuega | 2-6              | Inter Movistar              |
| Coinasa O'Parrulo Ferrol       | 5-7              | Azkar Lugo                  |
| Sala 5 Martorell               | 1-5              | Marfil Santa Coloma         |
| BP Andorra                     | 3-8              | Umacon Zaragoza             |

## Octavos de final
Se disputó los días 28 y 29 de diciembre de 2011, y 11 de enero de 2012 a partido único, entre los clasificados de la Tercera Ronda. Se jugaron en el estadio del rival de menor categoría y que quedó peor posicionado la temporada anterior en el caso de ser de la misma. Se configuran por división geográfica.
En negrita, figuran los equipos que pasaron de ronda.
| Local                   | Resultado | Visitante                 |
| ----------------------- | --------- | ------------------------- |
| UPV Maristas Valencia   | 1-10      | ElPozo Murcia             |
| Marfil Santa Coloma     | 2-6       | Fisiomedia Manacor        |
| Ríos Renovables Navarra | 5-3       | Triman Navarra            |
| Azkar Lugo              | 2-4       | Autos Lobelle de Santiago |
| Manzanares FS           | 1-2       | Caja Segovia              |
| Oxipharma Granada       | 6-4       | Carnicer Torrejón         |
| Umacon Zaragoza         | 1-2       | FC Barcelona Alusport     |
| Gáldar Gran Canaria     | 1-6       | Inter Movistar            |

## Fase final
|  | Cuartos de final           | Cuartos de final           | Cuartos de final           |                     |       | Semifinales                      | Semifinales                      | Semifinales                      |  |  | Final              | Final              | Final              |
|  | 21 y 22 de febrero de 2012 | 21 y 22 de febrero de 2012 | 21 y 22 de febrero de 2012 |                     |       | 20 de marzo y 3 de abril de 2012 | 20 de marzo y 3 de abril de 2012 | 20 de marzo y 3 de abril de 2012 |  |  | 23 de mayo de 2012 | 23 de mayo de 2012 | 23 de mayo de 2012 |
|  |                            |                            |                            |                     |       |                                  |                                  |                                  |  |  |                    |                    |                    |
|  | Ríos Renovables Navarra    | 1                          |                            |                     |       |                                  |                                  |                                  |  |  |                    |                    |                    |
|  | Lobelle de Santiago        | 2                          |                            |                     |       |                                  |                                  |                                  |  |  |                    |                    |                    |
|  | Lobelle de Santiago        | 2                          |                            | Lobelle de Santiago | 2     | 1                                |                                  |                                  |  |  |                    |                    |                    |
|  |                            |                            |                            | Lobelle de Santiago | 2     | 1                                |                                  |                                  |  |  |                    |                    |                    |
|  |                            | ElPozo Murcia              | 4                          | 6                   |       |                                  |                                  |                                  |  |  |                    |                    |                    |
|  | Caja Segovia               | ElPozo Murcia              | 4                          | 6                   | 1     |                                  |                                  |                                  |  |  |                    |                    |                    |
|  | Caja Segovia               |                            |                            |                     | 1     |                                  |                                  |                                  |  |  |                    |                    |                    |
|  | ElPozo Murcia              | 6                          |                            |                     |       |                                  |                                  |                                  |  |  |                    |                    |                    |
|  |                            |                            |                            |                     |       |                                  |                                  |                                  |  |  | ElPozo Murcia      | 3                  |                    |
|  |                            |                            | FC Barcelona Alusport      | 6                   |       |                                  |                                  |                                  |  |  |                    |                    |                    |
|  | Oxipharma Granada          | 1                          |                            |                     |       |                                  |                                  |                                  |  |  |                    |                    |                    |
|  | Inter Movistar             | 6                          |                            |                     |       |                                  |                                  |                                  |  |  |                    |                    |                    |
|  | Inter Movistar             | 6                          |                            | Inter Movistar      | 1     | 2                                |                                  |                                  |  |  |                    |                    |                    |
|  |                            |                            |                            | Inter Movistar      | 1     | 2                                |                                  |                                  |  |  |                    |                    |                    |
|  |                            | FC Barcelona Alusport      | 3                          | 3                   |       |                                  |                                  |                                  |  |  |                    |                    |                    |
|  | Fisiomedia Manacor         | FC Barcelona Alusport      | 3                          | 3                   | 1 (4) |                                  |                                  |                                  |  |  |                    |                    |                    |
|  | Fisiomedia Manacor         |                            |                            |                     | 1 (4) |                                  |                                  |                                  |  |  |                    |                    |                    |
|  | FC Barcelona Alusport      | 1 (5)                      |                            |                     |       |                                  |                                  |                                  |  |  |                    |                    |                    |

| Campeón de la Copa del Rey de fútbol sala |
| ----------------------------------------- |
| FC Barcelona Alusport                     |

### Cuartos de final
Para configurar los cuartos de final y semifinales, se hizo un sorteo puro. Esta ronda se disputó el 21 y 22 de febrero de 2012, en el estadio del equipo que quedó peor clasificado la pasada temporada. Sólo un participante no jugaba en Primera División, el Oxipharma Granada de la Segunda División.

#### Ríos Renovables Navarra - Autos Lobelle de Santiago
| 21 de febrero de 2012, 20:30 (CET) | Ríos Renovables Navarra | 1:2 (0:1) | Autos Lobelle de Santiago    | Polideportivo José Antonio Elola, Tudela                                  |                                                                           |
|                                    | Casio 25'               | Reporte   | Changuinha 10' · Aicardo 29' | Asistencia: 800 espectadores Árbitro(s): Alonso Montesinos, Rubio Fajardo | Asistencia: 800 espectadores Árbitro(s): Alonso Montesinos, Rubio Fajardo |

#### Caja Segovia FS - ElPozo Murcia
| 21 de febrero de 2012, 20:45 (CET) | Caja Segovia     | 1:6 (0:1) | ElPozo Murcia                                       | Pabellón Pedro Delgado, Segovia                                           |                                                                           |
|                                    | Borja Blanco 35' | Reporte   | Kike 3' 37' · Gréllo 26' 29' · Alex 30' · Chico 38' | Asistencia: 1.500 espectadores Árbitro(s): Gracia Marín, Múnez Carpintero | Asistencia: 1.500 espectadores Árbitro(s): Gracia Marín, Múnez Carpintero |

#### Oxipharma Granada - Inter Movistar
| 21 de febrero de 2012, 21:00 (CET) | Oxipharma Granada | 1:6 (1:2) | Inter Movistar                                   | Municipal de Albolote, Granada                                      |                                                                     |
|                                    | Isco 2'           | Reporte   | Tobe 12' 38' · Matías 18' · Eka 32' · Rafael 35' | Asistencia: 2.000 espectadores Árbitro(s): García Morón, Peña Gómez | Asistencia: 2.000 espectadores Árbitro(s): García Morón, Peña Gómez |

#### Fisiomedia Manacor - FC Barcelona Alusport
| 22 de febrero de 2012, 20:30 (CET)                                                         | Fisiomedia Manacor               | 2:2 (1:1) | FC Barcelona Alusport    | Palma Arena, Palma de Mallorca                                           |                                                                          |
|                                                                                            | Juan Carlos 40' · Ari 50' (a.g.) | Reporte   | Saad 18' · Fernandao 47' | Asistencia: 2.000 espectadores Árbitro(s): Fortes Pardo, Martínez Flores | Asistencia: 2.000 espectadores Árbitro(s): Fortes Pardo, Martínez Flores |
| El partido se decidió en una tanda de penaltis, donde FC Barcelona Alusport venció por 4-5 |                                  |           |                          |                                                                          |                                                                          |

### Semifinales
Las semifinales de la Copa del Rey son a partido doble, y en caso de empate se resuelve por el doble valor de los goles fuera de casa, prórroga y penaltis. Las rondas se disputarán el 20-21 de marzo y el 3 de abril de 2012.

#### Autos Lobelle de Santiago - ElPozo Murcia
| 20 de marzo de 2012, 20:15 (CET) | Autos Lobelle de Santiago | 2:4 (1:2) | ElPozo Murcia                                | Multiusos Fontes do Sar, Santiago de Compostela |                                              |
|                                  | Luis 10' 34'              | Reporte   | Miguelín 2' · Esquerdinha 10' 37' · Bebe 38' | Árbitro(s): Contreras Tejedor, Pérez Álvarez    | Árbitro(s): Contreras Tejedor, Pérez Álvarez |

| 3 de abril de 2012, 19:15 (CET) | ElPozo Murcia                                                      | 6:1 (3:1) | Autos Lobelle de Santiago | Palacio de Deportes de Murcia, Murcia    |                                          |
|                                 | Esquerdinha 5' 18' · Saúl 9' 23' · Miguelín 25' · Dani Salgado 28' | Reporte   | Aicardo 3'                | Árbitro(s): Rabadán Sainz, Sánchez Ayala | Árbitro(s): Rabadán Sainz, Sánchez Ayala |

#### FC Barcelona Alusport - Inter Movistar
| 21 de marzo de 2012, 20:30 (CET) | FC Barcelona Alusport            | 3:1 (0:0) | Inter Movistar | Palau Blaugrana, Barcelona                |                                           |
|                                  | Wilde 23' 33' · Ortiz 31' (a.g.) | Reporte   | Rafael 33'     | Árbitro(s): Fortes Pardo, Martínez Flores | Árbitro(s): Fortes Pardo, Martínez Flores |

| 3 de abril de 2012, 21:00 (CET) | Inter Movistar | 2:3 (1:0) | FC Barcelona Alusport        | Pabellón Cajamadrid, Alcalá de Henares      |                                             |
|                                 | Eka 10' 35'    | Reporte   | Ari 28' · Saad 38' · Lin 39' | Árbitro(s): Felipe Madorrán, Gereta Ramírez | Árbitro(s): Felipe Madorrán, Gereta Ramírez |

## Final
La final de la Copa del Rey de fútbol sala se disputó el 15 de mayo de 2012, en el Pabellón Fernando Argüelles de Antequera (Málaga).

### FC Barcelona Alusport - ElPozo Murcia
| 23 de mayo de 2012, 20:00 (CET) | FC Barcelona Alusport                                                                    | 6:3 (3:1) | ElPozo Murcia                                | Pabellón Fernando Argüelles, Antequera                                |                                                                       |
|                                 | Javi Rodríguez 12' · Saad 13' · Lin 16' · Gabriel 33' · Sergio Lozano 37' · Cristian 38' | Reporte   | 4' Esquerdinha · 23' Saúl · 36' Dani Salgado | Asistencia: 2.500 espectadores Árbitro(s): Moreno Reina & Ramos Marín | Asistencia: 2.500 espectadores Árbitro(s): Moreno Reina & Ramos Marín |